# Time for the Moon Night
Time for the Moon Night é o sexto extended play (EP) do girl group sul coreano GFriend. Foi lançado pela Source Music em 30 de abril de 2018 e distribuída pela LOEN Entertainment. O EP contém 6 faixas, incluindo o single de mesmo nome, e duas faixas instrumentais.
"Time for the Moon Night", escrita por No Joo-hwan e Lee Won-jong, é o primeiro single do grupo que não foi escrito pela dupla de produtores Iggy e Yongbae.

## Composição
Time for the Moon Night é mais sentimental e sonhador, irreal do que seus álbuns anteriores. De acordo com a membro Umji, o grupo quis "impor uma nova direção para a produção de músical sentimental e que provoque pensamentos" 
"Love Bug" é uma música otimista com uma sonoridade de jazz retro, "Flower Garden" é synth-pop retro, e "Tik Tik" tem um som funky com batidas Nu-disco. "Bye" é uma balada pop e "You Are My Star" é uma música sentimental para os fãs de GFriend.

## Lista de faixas
| N.º            | Título                                   | Arranjo                  | Duração |  |
| 1.             | "Intro (Daytime)"                        | No Joo-hwan Kim Ba-ro    | 1:00    |  |
| 2.             | "Time for the Moon Night (밤)" (밤)      | No Joo-hwan Lee Won-jong | 3:46    |  |
| 3.             | "Love Bug"                               |                          | 3:42    |  |
| 4.             | "Flower Garden" (휘리휘리; Hwirihwiri)   | Mio                      | 3:15    |  |
| 5.             | "Tik Tik" (틱틱)                         | Iggy Youngbae            | 2:59    |  |
| 6.             | "Bye"                                    | No Joo-hwan              | 4:54    |  |
| 7.             | "You Are My Star" (별; Byeol)            | ZigZag Note              | 3:15    |  |
| 8.             | "Time for the Moon Night" (Instrumental) | No Joo-hwan Lee Won-jong | 3:47    |  |
| Duração total: | Duração total:                           | Duração total:           | 26:50   |  |

## Créditos
Créditos de Time for the Moon Night, adaptado do álbum
Localidades
- Gravado no VIBE Studio (faixas 1–2, 4–7)
- Gravado no In Grid Studio (faixa 3)
- Gravado no Velvet Studio (faixas 1–2, 4, 6, 8)
- Gravado no T Studio (faixas 2, 8)
- Mixado no KoKo Sound Studio
- Mixado no In Grid Studio
- Mixado no Cube Studio
- Mixado no J's Atelier Studio
- Mixado no W Sound
- Mixado no Antenna Studio
- Masterizado no 821 Sound Mastering

Créditos vocais
- Yoon Bit-nara - Vocais de apoio (faixa 2)
- Lee Dan-bi - Vocais de apoio (faixa 2)
- Lee Won-jong - Vocais de apoio (faixa 2)
- Yuju - Vocais de apoio (faixa 3)
- Kim So-ri - Vocais de apoio (faixas 4–5, 7)
- Lee Ji-won - Vocais de apoio (faixa 4)
- Sophia Pae - Vocais de apoio (faixa 6)

Créditos técnicos (Não incluindo compositores e produtores, créditos mostrados na lista de faixas acima)
- Kim Ba-ro - arranjo (faixa 1), arranjo de cordas (faixas 1–2, 8)
- No Ju-hwan - programação (faixas 1–2, 8), piano (faixas 2, 6, 8), teclado (track 1), arranjo (faixas 1, 6)
- Ryu Hyeon-woo - guitarra (faixas 1–2, 5–8)
- Jeong-jin - mixagem (faixa 1)
- Lee Sang-deok - gravação (faixas 1–2, 4, 6, 8)
- Kwak Jeong-shin - gravação (faixas 1–2, 4–7)
- Jung Mo-yeon - gravação (faixas 4–7), assistente de gravação (faixas 1–2), edição digital (faixa 3)
- Yoong String - cordas (faixas 1–2, 4, 6, 8)
- Kim Ye-il - baixo (faixas 2, 4, 6, 8), arranjo (faixa 6)
- Lee Won-jong - programação (faixas 2, 8)
- Jung Dong-yoon - percussão (faixas 2, 8)
- Go Hyeon-jung - mixagem (faixas 2, 8)
- Kim Joon-sang - assistente de mixagem (faixas 2, 8)
- Jun Jin - assistente de mixagem (faixas 2, 8)
- Jung Gi-woon - assistente de mixagem (faixas 2, 8)
- Oh Sung-geun - gravação (faixas 2, 8)
- Baek Kyung-hoon - assistente de gravação (faixas 2, 8)
- Ryan S. Jhun - diretor de vocal (faixa 3)
- Jung Eun-kyung - gravação, mixagem (faixa 3)
- Woo Min-jung - assistente de gravação (faixa 3)
- Kwon Seok-hong - arranjo de cordas (faixa 4)
- Young - guitarra (faixa 4)
- Jo-ssi Ajeossi - mixagem (faixas 4–5, 7)
- Seo Yong-bae - programação de bateria (faixas 5, 7)
- Iggy - piano, teclado (faixas 5, 7)
- Sin Min - arranjo de cordas (faixa 6)
- Ha Hyung-joo - percussão (faixa 6)
- Ji Seung-nam - mixagem (faixa 6)

## Desempenho nas tabelas musicais

### Tabelas semanais
| Tabela (2018)                       | Melhor posição |
| ----------------------------------- | -------------- |
| Japão (Oricon)                      | 63             |
| Coreia do Sul (Gaon Album Chart)    | 1              |
| Estados Unidos (World Albums Chart) | 6              |

### Tabelas anuais
| Tabela                           | Melhor posição |
| -------------------------------- | -------------- |
| Coreia do Sul (Gaon Album Chart) | 55             |

### Vendas
| País                       | Vendas |
| -------------------------- | ------ |
| Coreia do Sul (Gaon Chart) | 96,024 |
| Japão (Oricon)             | 1,457  |

## Prêmios e indicações

### Premiações
| Ano  | Premiação               | Nomeação                | Categoria               | Resultado |
| ---- | ----------------------- | ----------------------- | ----------------------- | --------- |
| 2018 | Melon Music Awards      | Time for the Moon Night | Song of the Year        | Indicado  |
| 2018 | Melon Music Awards      | Time for the Moon Night | Best Music Video        | Venceu    |
| 2019 | Golden Disc Awards      | Time for the Moon Night | Digital Bonsang         | Indicado  |
| 2019 | Gaon Chart Music Awards | Time for the Moon Night | Música do Ano (Abril)   | Indicado  |
| 2019 | Soompi Awards           | Time for the Moon Night | Music Video of the Year | Indicado  |

### Programas musicais
| Música                    | Programa musical | Data               |
| ------------------------- | ---------------- | ------------------ |
| "Time for the Moon Night" | The Show         | 8 de maio de 2018  |
| "Time for the Moon Night" | Show Champion    | 9 de maio de 2018  |
| "Time for the Moon Night" | Show Champion    | 16 de maio de 2018 |
| "Time for the Moon Night" | M!Countdown      | 10 de maio de 2018 |
| "Time for the Moon Night" | Music Bank       | 11 de maio de 2018 |
| "Time for the Moon Night" | Music Bank       | 18 de maio de 2018 |
| "Time for the Moon Night" | Show! Music Core | 12 de maio de 2018 |
| "Time for the Moon Night" | Show! Music Core | 19 de maio de 2018 |
| "Time for the Moon Night" | Inkigayo         | 13 de maio de 2018 |
| "Time for the Moon Night" | Inkigayo         | 20 de maio de 2018 |

## Histórico de lançamento
| País          | Data                | Formato              | Gravadora             |
| ------------- | ------------------- | -------------------- | --------------------- |
| Coreia do Sul | 30 de abril de 2018 | Download digital, CD | Source Music, Kakao M |
| Mundo         | 30 de abril de 2018 | Download digital, CD | Source Music, Kakao M |